# Balpyq Bi (Ort)
Balpyq Bi (kasachisch Балпық би, russisch Балпык би; bis 1998 Kirowski) ist ein Ort in Kasachstan.

## Geografie
Balpyq Bi liegt im Gebiet Schetissu rund 15 Kilometer südwestlich von Taldyqorghan. Durch den Ort fließt der Fluss Köksu, ein linker Nebenfluss des Qaratal. Balpyq Bi ist das Verwaltungszentrum des Audan Köksu und des ländlichen Kreises Balpyq.

## Geschichte
Balpyq Bi wurde 1831 als Siedlung an der Handelsroute von Zentralasien nach Sibirien an der Stelle der zwei alten Siedlungen Dungene und Mati gegründet. Ursprünglich hieß das Dorf ebenfalls Dungene (Дунгене), wurde aber 1942 zu Ehren des sowjetischen Staats- und Parteifunktionärs Sergei Mironowitsch Kirow in Kirowski (Кировский) umbenannt. 1934 wurde eine Zuckerfabrik in betrieb genommen. 1944 wurde der Ort zum Zentrum des neu gebildeten Rajon Kirowski. 1959 wurde ein Zentralkrankenhaus mit 100 Betten eröffnet.
Nach der Unabhängigkeit Kasachstans wurde der Ort 1998 zu Ehren von Balpyq Bi nach diesem benannt. 2013 wurde der Status des Ortes von einer Siedlung städtischen Typs zu einem Dorf herabgestuft.

## Bevölkerung
Bei der Volkszählung 1999 hatte Balpyq Bi 12.145 Einwohner. Die Volkszählung 2009 ergab für den Ort eine Einwohnerzahl von 12.654. Bei der letzten Volkszählung 2021 lebten 16.781 Menschen in Balpyq Bi. Die Fortschreibung der Bevölkerungszahl ergab zum 1. Januar 2025 eine Einwohnerzahl von 17.179.
| Einwohnerentwicklung               | Einwohnerentwicklung | Einwohnerentwicklung | Einwohnerentwicklung | Einwohnerentwicklung | Einwohnerentwicklung | Einwohnerentwicklung |
| 1959                               | 1970                 | 1979                 | 1989                 | 1999                 | 2009                 | 2021                 |
| ---------------------------------- | -------------------- | -------------------- | -------------------- | -------------------- | -------------------- | -------------------- |
| 12.908                             | 15.114               | 15.555               | 16.692               | 12.145               | 12.654               | 16.781               |
| Anmerkung: Volkszählungsergebnisse |                      |                      |                      |                      |                      |                      |

## Verkehr
Durch den Ort führt die kasachische Fernstraße A3, die in südlicher Richtung über Qonajew nach Almaty führt. in nördlicher Richtung verläuft sie über das nahe Taldyqorghan weiter über Üscharal und Ajagös nach Öskemen. Im Ort gibt es außerdem einen Güterbahnhof an der Nebenstrecke Köksu – Qarabulaq – Taldyqorghan – Tekeli.

## Söhne und Töchter des Ortes
- Alu Dadaschewitsch Alchanow (* 1957), russisch-tschetschenischer Politiker
- Achmed Chalidowitsch Sakajew (* 1959), tschetschenischer Schauspieler und Politiker